# اسکالدز-انگوردانی
اسکالدز-انگوردانی (به لاتین: Escaldes-Engordany) یک پریش در آندورا با جمعیت ۱۴٬۳۹۵ نفر است.